# SN 2003jh
SN 2003jh – supernowa typu IIn odkryta 29 października 2003 roku w galaktyce M-02-11-30. W momencie odkrycia miała maksymalną jasność 17,80m.